# Luis Level de Goda
Luis Level de Goda (Cumaná, Venezuela, 22 de enero de 1838-Puerto España, Trinidad y Tobago, 27 de marzo de 1899) fue un militar y político venezolano. Miembro fundador de la Academia Nacional de la Historia (1888), se le considera uno de los más duros críticos del mariscal Juan Crisóstomo Falcón, tanto por sus errores y carencias en el campo militar, como por las acciones de su gobierno.

## Biografía
Luis Level de Goda nació en Cumaná, actual Estado Sucre, el 22 de enero de 1838. Fue hijo del matrimonio conformado por Andrés Level de Goda y Luisa Antonia de la Guerra Vega. Estudió sus primeras letras en su tierra natal; luego se mudó a la ciudad de Caracas para estudiar matemática y ejercicios militares en la academia de la Plaza de San Pablo.
En 1860, inmediatamente después de la Batalla de Coplé, se alistó e incorporó a las fuerzas federales del general Juan Crisóstomo Falcón y Antonio Leocadio Guzmán. Posteriormente, viajó a Nueva Granada, Colombia, y se unió al contingente de tropas que ocupó Santa Fe (Bogotá) el 18 de julio de 1861. Después de un tiempo en Colombia, regresó a Venezuela y se incorporó a las fuerzas de la Revolución Azul, donde participó en la batalla de Caracas (1868).
Desde 1864 hasta 1899 (año de su muerte), Level de Goda alternó importantes cargos políticos, entre ellos: Ministro Plenipotenciario para tratar con el presidente José Antonio Páez el proyecto ideado por Tomás Cipriano de Mosquera; Primer Designado del Estado Bolívar; Senador por el Estado Bolívar ante el Congreso Nacional; Senador por el Gran Estado Bermúdez (1890), y Ministro Plenipotenciario de Venezuela en Francia (1891-92). Su último cargo fue el de Cónsul General de Venezuela en Trinidad y Tobago, que ejerció desde 1898 hasta su muerte en 1899.

## Exilio
Por su antagonismo y oposición al gobierno, Level de Goda fue expulsado del país en varias ocasiones: en 1869, después de dejar el gobierno azul de José Ruperto Monagas; en 1877, después de lanzarse en armas contra el régimen de Antonio Guzmán Blanco; en 1879, después de combatir en La Victoria contra las tropas del general Francisco Linares Alcántara; y en 1892, al triunfar la Revolución Legalista de Joaquín Crespo. Tras la muerte de Joaquín Crespo en abril de 1898, regresó a Venezuela, donde fue nombrado Cónsul General de Venezuela en Trinidad y Tobago por el entonces presidente Ignacio Andrade; fallece el 27 de marzo de 1899 durante el ejercicio de este cargo.

## Obra
Su pensamiento político y militar quedó recogido tanto en sus numerosas cartas como en su libro Historia Contemporánea Política y Militar de Venezuela (1858-1886), obra que constituye una pieza clave para la comprensión de los hechos ocurridos en ese periodo, aun cuando se trata de una visión marcada por la aversión que el autor le tenía a Antonio Guzmán Blanco, figura fundamental en ese tiempo. Esta obra también ha sido siempre considerada como una fundamental expresión testimonial de su activa y azarosa vida política y militar.